# Oisilly
Oisilly est une commune française située dans le département de la Côte-d'Or en région Bourgogne-Franche-Comté.

## Géographie

### Climat
Pour des articles plus généraux, voir Climat de la Bourgogne-Franche-Comté et Climat de la Côte-d'Or.
En 2010, le climat de la commune est de type climat des marges montargnardes, selon une étude du Centre national de la recherche scientifique s'appuyant sur une série de données couvrant la période 1971-2000. En 2020, Météo-France publie une typologie des climats de la France métropolitaine dans laquelle la commune est dans une zone de transition entre le climat océanique altéré et le climat océanique altéré et est dans une zone de transition entre les régions climatiques « Lorraine, plateau de Langres, Morvan » et « Bourgogne, vallée de la Saône ».
Pour la période 1971-2000, la température annuelle moyenne est de 10,5 °C, avec une amplitude thermique annuelle de 17,6 °C. Le cumul annuel moyen de précipitations est de 844 mm, avec 11,4 jours de précipitations en janvier et 8,2 jours en juillet. Pour la période 1991-2020, la température moyenne annuelle observée sur la station météorologique de Météo-France la plus proche, « Poyans », sur la commune de Poyans à 8 km à vol d'oiseau, est de 11,1 °C et le cumul annuel moyen de précipitations est de 911,8 mm,. Pour l'avenir, les paramètres climatiques de la commune estimés pour 2050 selon différents scénarios d'émission de gaz à effet de serre sont consultables sur un site dédié publié par Météo-France en novembre 2022.

## Urbanisme

### Typologie
Au 1er janvier 2024, Oisilly est catégorisée commune rurale à habitat dispersé, selon la nouvelle grille communale de densité à 7 niveaux définie par l'Insee en 2022.
Elle est située hors unité urbaine. Par ailleurs la commune fait partie de l'aire d'attraction de Dijon, dont elle est une commune de la couronne,. Cette aire, qui regroupe 333 communes, est catégorisée dans les aires de 200 000 à moins de 700 000 habitants,.

### Occupation des sols
L'occupation des sols de la commune, telle qu'elle ressort de la base de données européenne d’occupation biophysique des sols Corine Land Cover (CLC), est marquée par l'importance des territoires agricoles (79,6 % en 2018), une proportion identique à celle de 1990 (79,6 %). La répartition détaillée en 2018 est la suivante : 
terres arables (65,9 %), forêts (20,4 %), prairies (9,4 %), zones agricoles hétérogènes (4,3 %). L'évolution de l’occupation des sols de la commune et de ses infrastructures peut être observée sur les différentes représentations cartographiques du territoire : la carte de Cassini (XVIIIe siècle), la carte d'état-major (1820-1866) et les cartes ou photos aériennes de l'IGN pour la période actuelle (1950 à aujourd'hui).

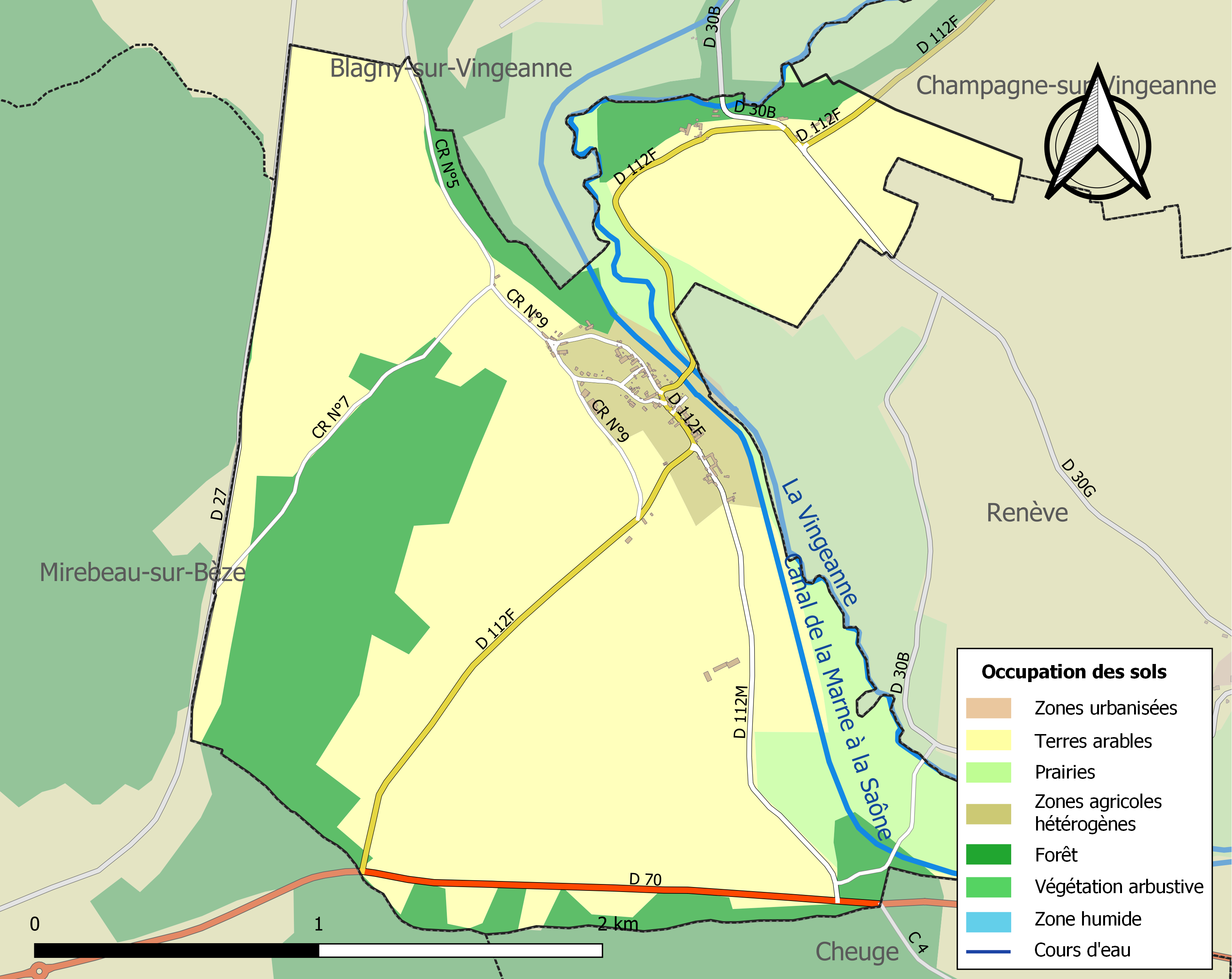
Carte des infrastructures et de l'occupation des sols de la commune en 2018 (CLC).

## Histoire
Le nom de la commune est cité dans les Chroniques de l'abbaye de Bèze sous la dénomination de Auxilicum. On retrouve également les appellations de Ossilleium, Osiliacum puis Ozilly, Oisiley et Oizilly.
L'église fut donnée par Villencus, évêque de Langres à l'abbaye de Bèze en 1130. Cette paroisse lui avait déjà appartenu vers 614, cédée à l'époque par le duc Amalgaire. La commune était divisée en trois seigneuries : Chamblan, Montarean et Ozilly, avec trois châteaux forts, détruits lors du passage des troupes du général Gallas. Elles furent par la suite réunies.
Un certain frère Jean (Antoine de Bourbon, comte de Moret, 1607-1692), fils naturel de Henri IV et de Jacqueline de Breuil, a vécu quelque temps au XVIIe siècle dans un ermitage situé dans une caverne au milieu d'un bois dépendant du village d'Oisilly, où il forma 13 jeunes novices.
En 1852, une épidémie de variole se déclare à Mirebeau-sur-Bèze et se propage à Oisilly.
Avec l'ouverture en 1888 de la section Is-sur-Tille à Gray de la ligne de Saint-Julien (Troyes) à Gray, Oisilly a partagé une gare avec Renève.
Pendant la Première Guerre mondiale, un camp militaire américain fut installé au lieu-dit la Roche.

### Passé ferroviaire du village
|  |  |  |

De 1882 au 2 mars 1969, la commune  a été traversée par la ligne de chemin de fer de Troyes à Gray, qui, venant du sud-ouest de la gare de Mirebeau-sur-Bèze, contournait le village par le nord, et, après avoir franchi le Viaduc d'Oisilly s'arrêtait à la gare de Oisilly-Renève, gare commune aux villages d'Oisilly et de Renève et se dirigeait ensuite vers la gare de Champagne-sur-Vingeanne.
La gare, dont les bâtiments sont encore présents de nos jours, est située  au nord du village.
L'horaire ci-dessus montre qu'en 1914, 4 trains s'arrêtaient chaque jour  à la gare d'Oisilly-Renève  dans le sens Troyes-Gray et 4 autres dans l'autre sens. À une époque où le chemin de fer était le moyen de déplacement le plus pratique, cette ligne connaissait un important trafic de passagers et de marchandises. À partir de 1950, avec l'amélioration des routes et le développement du transport automobile, le trafic ferroviaire a périclité et la ligne a été fermée le 2 mars 1969 au trafic voyageurs puis désaffectée.
Depuis 2013, cette ligne est utilisée par le Vélorail de la Vingeanne, sur le trajet Mirebeau-sur-Bèze, Oisilly-Renève, Champagne-sur-Vingeanne, Autrey-lès-Gray.

## Politique et administration

### Liste des maires
| Période                                  | Période       | Identité          | Étiquette | Qualité           |
| ---------------------------------------- | ------------- | ----------------- | --------- | ----------------- |
| Les données manquantes sont à compléter. |               |                   |           |                   |
| mars 1965                                | 1977          | Marc Pavie        |           |                   |
| mars 1989                                | 2014          | François Renaud   |           |                   |
| 2014                                     | 24 mai 2020   | Françoise Clément |           |                   |
| 25 mai 2020                              | 17 avril 2024 | Charlène Collet   |           |                   |
| 18 avril 2024                            | 29 juin 2024  | Robert Roblot     |           | Maire par interim |
| 29 juin 2024                             | en cours      | Robert Roblot     |           |                   |

## Population et société

### Démographie
L'évolution du nombre d'habitants est connue à travers les recensements de la population effectués dans la commune depuis 1793. Pour les communes de moins de 10 000 habitants, une enquête de recensement portant sur toute la population est réalisée tous les cinq ans, les populations de référence des années intermédiaires étant quant à elles estimées par interpolation ou extrapolation. Pour la commune, le premier recensement exhaustif entrant dans le cadre du nouveau dispositif a été réalisé en 2008.

En 2022, la commune comptait 125 habitants, en évolution de −4,58 % par rapport à 2016 (Côte-d'Or : +0,82 %, France hors Mayotte : +2,11 %).
| 1793 | 1800 | 1806 | 1821 | 1831 | 1836 | 1841 | 1846 | 1851 |
| ---- | ---- | ---- | ---- | ---- | ---- | ---- | ---- | ---- |
| 154  | 201  | 193  | 200  | 203  | 220  | 197  | 215  | 228  |

| 1856 | 1861 | 1866 | 1872 | 1876 | 1881 | 1886 | 1891 | 1896 |
| ---- | ---- | ---- | ---- | ---- | ---- | ---- | ---- | ---- |
| 206  | 205  | 199  | 202  | 209  | 273  | 240  | 175  | 174  |

| 1901 | 1906 | 1911 | 1921 | 1926 | 1931 | 1936 | 1946 | 1954 |
| ---- | ---- | ---- | ---- | ---- | ---- | ---- | ---- | ---- |
| 150  | 165  | 146  | 140  | 145  | 129  | 153  | 117  | 104  |

| 1962 | 1968 | 1975 | 1982 | 1990 | 1999 | 2006 | 2008 | 2013 |
| ---- | ---- | ---- | ---- | ---- | ---- | ---- | ---- | ---- |
| 113  | 104  | 88   | 96   | 116  | 108  | 131  | 137  | 133  |

| 2018 | 2022 | - | - | - | - | - | - | - |
| ---- | ---- | - | - | - | - | - | - | - |
| 128  | 125  | - | - | - | - | - | - | - |

## Culture locale et patrimoine

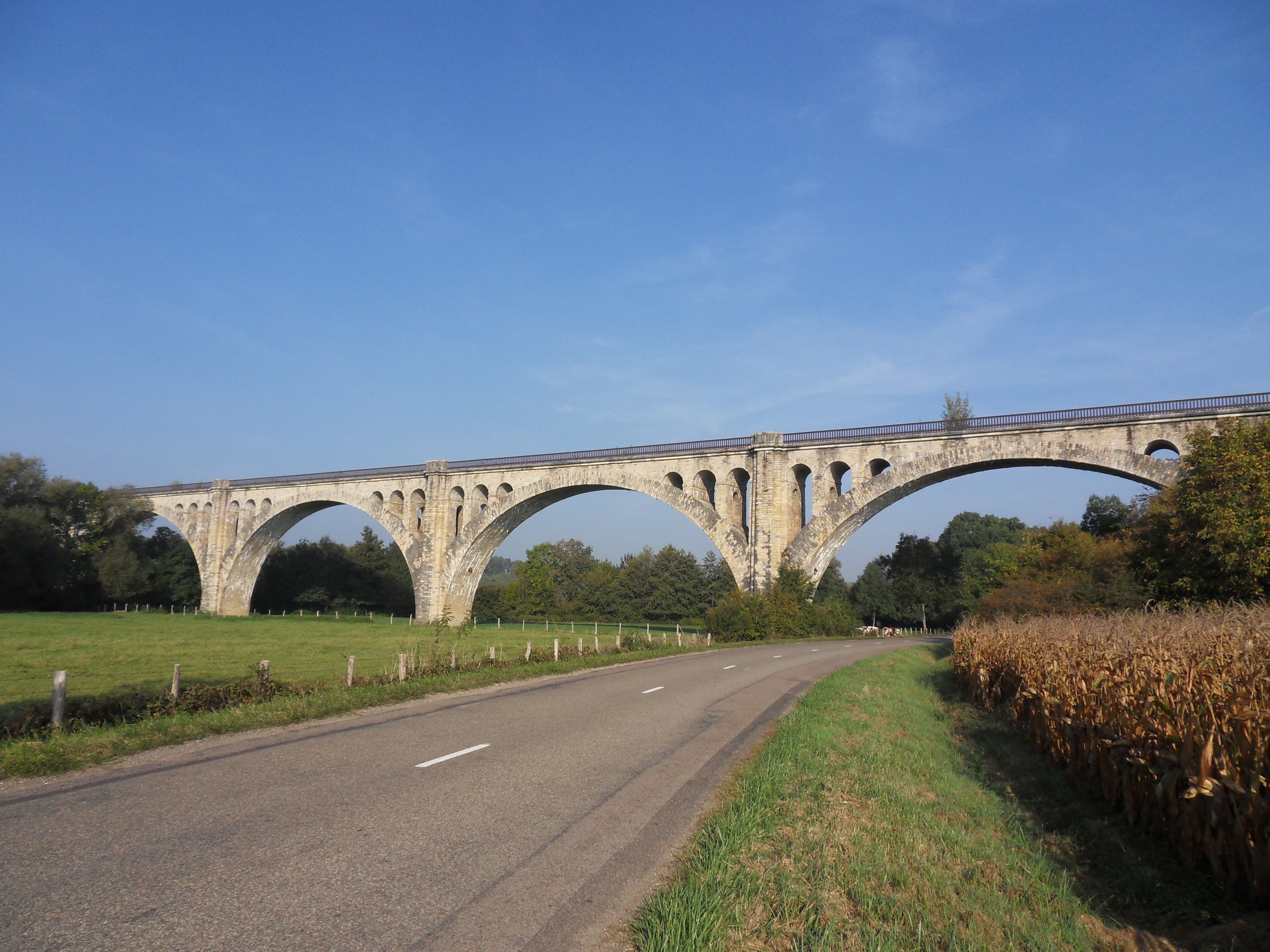
Le viaduc ferroviaire d'Oisilly.

### Lieux et monuments
- Le viaduc construit de 1886 à 1888[21].

Long de 295 m, il supporte la voie ferrée unique de la ligne de Saint-Julien (Troyes) à Gray et enjambe le canal entre Champagne et Bourgogne, la Vingeanne, la RD 112F et des prairies.
L'arche surplombant le canal fut détruite pendant la Seconde Guerre mondiale puis reconstruite en béton (le viaduc avait dès sa construction été muni de chambres de minage devant faciliter son dynamitage en cas de guerre).
- L'église paroissiale Saint-Léger date des XIIe et XIIIe siècles[22].

Elle est de style roman, elle comprend une nef avec deux travées voûtées et est surmontée d'un clocher carré. Durant la Guerre de Trente ans, elle fut incendiée en 1636 par les troupes du général Matthias Gallas. Elle fut restaurée plusieurs fois, dont la dernière en 1994.
Les vitraux sont de Marc Couturier et ont pour thème la création du monde. Elle a été inscrite aux Monuments historiques en 1986.
- Presbytère, XVIe et XVIIIe siècles[25].
- Le château d'Oisilly, XVIIIe siècle[26].

Colombier et orangerie, chapelle Saint-Augustin. L'aile gauche du château fut reconstruite à la suite d'un incendie survenu en 1864
- Vestiges de la voie romaine menant de Langres à Besançon.